# Маглица, Энтони
Энтони «Тони» Маглица (хорв. Ante Maglica; 1930) — основатель и владелец компании Mag Instrument Inc., производящей фонарик Maglite — стандартный элемент экипировки полицейских в США.

## Ранние годы
Энтони «Тони» Маглица родился в Нью-Йорке (США), но вырос на острове Зларин, который находится у побережья Хорватии. Во время американской Великой депрессии его семья вернулась на родину — в Хорватию. Поскольку Вторая мировая война «опустошила» страну, в 1950 году Маглица вернулся в Соединенные Штаты и поселился в городе Онтарио, штат Калифорния. В те году он уже немного владел английским языком и смог получить работу — стал машинистом. Работая на этом месте, он узнал, что один из его начальников занимался и небольшим побочным бизнесом по обработке гидравлических деталей. Практически случайно Тони узнал также и о предложении о продаже металлообрабатывающего токарного станка за 1000 долларов США: он сумел убедить продавца согласиться продать этот станок ему с первоначальным взносом в размере 125 долларов США и рассрочкой оставшейся суммы, которую Маглица обещал погашать ежемесячными платежами.
Начавшийся таким образом бизнес постепенно перерос в собственный магазин по продаже машин и оборудования, который он в 1974 году сделал корпорацией под названием «Mag Instrument Inc.» В этот момент он познакомился с Клэр Халас — его будущим партнером как в жизни, так и в бизнесе — которую он нанял для украшения своего машинного магазина. Хотя они никогда не регистрировали свой брак, Клэр, постоянно проживала с ним и использовала его фамилию. Клэр родила троих детей: двух сыновей, Стивена и Кристофера, и дочь, Джеки, которая знала Тони как своего отчима.

## Семейные дела
Когда фонарик Maglite, производимый Mag Instruments Inc., стал популярным, компания выросла и стала семейным бизнесом: делами фирмы управлял Тони — в качестве президента — Клэр работала в отделах маркетинга, персонала и закупок, а сыновья Клэр, Стивен и Кристофер Халас, занимали должности в компании в качестве вице-президента и директор по исследованиям и развитию, соответственно.
В 1992 году в компании «произошла встряска» — в тот момент Клэр узнала, что Тони собирался после своей смерти оставить компанию своим детям от предыдущего брака. Это стало началом «жестокой семейной битвы», которая продлилась более десяти лет и привела к тому, что Клэр и ее сыновья покинули компанию, а сама Клэр подала иск против Тони на 200 миллионов долларов. Сыновья Клэр в 1997 году основали свою собственную свою компанию по производству фонариков — Bison Sportslights Inc.

## Судебные иски
В 1992 году, узнав о планах Тони в ее отношении, Клэр подала иск: Энтони Маглица обвинялся в нарушении контракта, нарушении соглашения о партнерстве, мошенничестве, нарушении фидуциарных обязательств и ряде других преступления — сумма иска составила 200 миллионов долларов США, в качестве компенсации убытков. Процесс шёл через суд присяжных, а само судебное разбирательство транслировалось Court TV (сегодня — truTV) и имело высокие рейтинги. По итогам слушаний, весной 1994 года Клэр получила 84 миллиона долларов США.
Данное решение было обжаловано в Калифорнийском апелляционном суде, который в 1998 году отменил предыдущее решение и возвратил дело в суд. Суд заявил, что арбитражное решение было неверным, поскольку ущерб должен был считаться как стоимость услуг самой Клэр, а не как размер доходов от ее услуг. После того, как дело вернули в суд, Клэр в 2000 году заключила соглашение с Mag Instrument Inc. на выплату её суммы в 29 миллионов долларов.

## Bison Sportslights Inc
Сыновья Клэр, Стивен и Кристофер Халас, были вынуждены покинуть свои позиции в Mag Instrument из-за «сложных отношений» с её главой Тони Маглицей. В 1997 году братья основали Bison Sportslights в городе Денвер, штат Колорадо: они занялись поисками решения проблемы «черной дыры» в фонариках — неосвещённой области в центре светового пятна. Братья выпустили продукт, который продемонстрировал «определенную эффективность» в решении этой проблемы.
Но в 2002 году Mag Instrument, под руководством Энтони Маглицы, подала в суд на Bison Sportslights (дело № CV-023187) за кражу коммерческой тайны, доступ к которой братья имели во время своей работы в Mag Instrument. Bison Sportslights была признана ответственной за умышленное и злонамеренное присвоение коммерческой тайны, злонамеренное нарушение доверия, злонамеренную ложную рекламу и злонамеренную нечестную конкуренцию. Mag Instrument получила 1,2 миллиона долларов компенсации убытков. Bison Sportslights вышла из бизнеса.